# Dean Davidson
"Dizzy" Dean Davidson es un cantante y guitarrista nacido en Filadelfia, Pensilvania, Estados Unidos. Fue el fundador de la banda de glam metal Britny Fox. En el año 2010 Dean reunió a la agrupación, de acuerdo a la información que proporcionó en su página oficial de Facebook. Recientemente inició una carrera como solista, con el lanzamiento del álbum de folk-rock Drive My Karma.

## Biografía
En 1984, tocó la batería en la agrupación de Filadelfia World War III. Luego de dejar dicha agrupación, se trasladó a Los Ángeles.

## Discografía

### Britny Fox
- Britny Fox (1988)
- Boys in Heat (1989)
- The Best of Britny Fox (2001)

### Blackeyed Susan
- Electric Rattlebone (1991)
- Just a Taste (1992)

### Jarod Dean
- A Weekend Soul Massage (1999)

### Love Saves the Day
- Superstar (2001)

### Dean Davidson
- Drive My Karma (2007)

## Enlaces
- Página oficial

- Datos: Q3704257